# Icke & Er
Icke & Er ist ein Rap-Duo, das über ein selbstgedrehtes Musikvideo mit dem Titel Richtig geil bekannt wurde.

## Geschichte

### Herkunft und Öffentlichkeitsarbeit
Nach eigenen Angaben stammen die Mitglieder des Duos aus Berlin-Spandau und heißen mit bürgerlichen Namen Thomas Hilfinger (Icke) und Ronny Schneider (Er). Im Gegensatz dazu behaupten die Hamburger Morgenpost sowie der Berliner Kurier, es handle sich bei den beiden um zwei Hamburger aus der Werbebranche. Die Hamburger Morgenpost begründet dies unter anderem damit, dass das Duo im Videoclip zu Richtig Geil mit einem Auto mit Hamburger Kennzeichen zu sehen ist.
Das Duo lehnte vorerst persönliche Interviews ab, wie im Song Wer ick bin geschildert, ließ sich die Fragen schriftlich einreichen und antwortete anschließend per Tonband, MP3-Datei oder Video. Die Musiker wurden mehrmals zu TV-Sendungen und Galas eingeladen, nahmen aber keine dieser Einladungen an.

### Anfang mitRichtig geil
Das Video zu ihrem Lied Richtig geil veröffentlichte das Rap-Duo bei Myspace. Das Lied wurde mehrere zehntausendmal heruntergeladen. Dieser unerwartete Erfolg bescherte Icke & Er zahlreiche Presseartikel und Fernsehbeiträge, obwohl bis Ende Oktober 2006 noch nicht einmal eine Single des Duos veröffentlicht wurde.
Das Video zeigt Icke & Er im Stil eines Gangsta-Videos vor Hochhausfassaden oder, im ironischen Kontrast dazu, auf einer Kinderschaukel. Das Lied zeichnet sich durch die Verwendung eines breiten Berliner Dialekts aus und zählt ausschließlich auf, was das Duo „rischtisch geil“ findet, so z. B. gute Laune, Bratwürste oder auch schlechte Laune.
Zitat aus dem Songtext:

„Jibt et Rüppe mit Jemüse sach ick richtig geil

Jibt et korrekte Bratwurst – find ick richtig geil“

Richtig geil erschien am 20. Oktober 2006 beim Plattenlabel Four Music als CD und stieg am 3. November 2006 für eine Woche in die deutschen Top 100 (Platz 95) ein.

### Erstes AlbumMach et einfach!und Tournee und Abschied
Am 22. Juni 2007 erschien ihr erstes Album Mach et einfach! bei Four Music. Die zweite Single war Keen Hawaii. Weder die zweite Single noch das Album konnten sich in den Charts platzieren. In dem Song Keen Hawaii geht es darum, dass kein Mensch Hawaii brauche – man könne auch einfach in Berlin bleiben, das sei das Gleiche, wenn nicht sogar besser.
Im Februar 2008 gingen Icke & Er auf ihre einzige Tournee mit dem Titel Ihr sagt Tachchen, wir sagen Tschüss. Nach dem Abschlusskonzert im Berliner Postbahnhof vor über 1600 Zuschauern verabschiedeten sie sich aus der professionellen bzw. kommerziellen Musikszene.
In ihrem Abschiedssong Exit-Strategie bedanken sich die Musiker bei ihren Fans und erklären, dass sie die Zeit genossen haben, nun aber wieder „chillen“ und ausschlafen können möchten. Weiter heißt es aber auch: „Ick sach ma nich’ so streng sein, ’n Comeback muss schon drin sein.“
Am 5. Dezember 2008 hatten Icke & Er einen Kurzauftritt auf dem letzten Konzert von Knorkator. Eine weitere Beziehung besteht zu Bela B. Mit ihm sind Icke & Er in einem zehnminütigen YouTube-Video zu sehen. Inhalt ist die Unterhaltung an einer Spandauer Imbissbude.

### Nach 2010
Ende Mai 2010 meldeten sich Icke & Er mit einem „Nicht-Comeback“-Album namens L.I.B.E. zurück. Wie das Duo mitteilte, sind darauf 17 Titel enthalten, die zum Teil bereits während ihrer ersten und einzigen Tour entstanden sind. Im Selbstvertrieb und unter dem selbst gegründeten Label Starlight Musik ist das Album seit dem 28. Mai 2010 erhältlich.
Der erste Song vom Album, Meine Stars, wurde am 21. Mai 2010 – bei SoundCloud eingestellt und verbreitete sich, wie schon ihr Debüt, ausschließlich durch Mundpropaganda über Facebook, Myspace und Twitter.
Icke & Er inszenieren an der Volksbühne Berlin das Musical ICKE – Die Oper.Volksbühne Berlin. In: volksbuehne.adk.de. Abgerufen am 22. Mai 2023.
Im Juli 2013 wurde das Lied Wattislosmitmir mit dem Musikproduzenten Siriusmo veröffentlicht. Es gehört zu Siriusmos Album Enthusiast.
In dem Song Selber machen lassen von Deichkind sind Icke & Er vertreten. Das dazugehörige Video wurde im Juni 2015 veröffentlicht.
Am 14. Dezember 2015 kündigte die Band an, am 11. November 2016 „das letzte Jubiläumskonzert aller Zeiten“ in Berlin zu spielen.
Am 28. Oktober 2016 veröffentlichten Icke & Er ihr Album Greatest Hits – The Sky is der Himmel bei Four Music.
Am 29. Juli 2017 traten Icke & Er als Vorband von Deichkind auf der Parkbühne Wuhlheide auf.
2024 wirkten Icke & Er am Titel Letzte Weihnacht auf Flakes Album Flake feiert Weihnachten mit, einer Coverversion von Last Christmas auf Berlinerisch.

## Soziales Engagement
Am 19. Juli 2009 präsentierten Icke & Er gemeinsam mit Bela B. „Die große Spendengala – Ein Hartz für Berlin“ in der Zitadelle Spandau. Dabei traten sie selbst und andere Künstler wie z. B. Clueso, K.I.Z und Michael Hirte auf und spendeten die eingenommenen Gelder der Berliner Tafel.

## Diskografie

### Alben
- 2007: Mach et einfach!
- 2010: L.I.B.E.
- 2016: Greatest Hits – The Sky is der Himmel

### Singles
- 2006: Richtig geil
- 2007: Keen Hawaii